# État de la migration dans le monde
Le rapport phare État de la migration dans le monde est une publication de l'Organisation internationale pour les migrations (OIM) qui présente des statistiques et des informations clés sur la migration humaine, ainsi qu’une analyse des questions migratoires complexes et émergentes.
Publié tous les deux ans, le rapport état de la migration dans le monde 2024 est la douzième édition de la série.

## Origines
Le premier rapport état de la migration dans le monde fut publié par OIM en 2000 avec l'objectif de promouvoir "une meilleure compréhension des principaux mouvements migratoires qui se produisent dans le monde". La première édition visait à atteindre cet objectif en fournissant "un compte rendu des tendances, des enjeux, des problèmes contemporains dans le domaine de la migration internationale", et en présentant "un examen des tendances de la migration internationale dans chaque grande région du monde" avec "une discussion sur certaines des principales questions de politique migratoire auxquelles la communauté internationale est confrontée".
Les sept éditions suivantes, entre 2003 et 2015, ont été publiées avec des intérêts thématiques spécifiques. En 2018, le rapport état de la migration dans le monde a été restructuré en deux parties. La première partie présente des "informations clés sur la migration et les migrants" à travers des statistiques disponibles concernant la migration. La deuxième partie inclut différents chapitres présentant chacun une "analyse équilibrée et fondée sur des faits de questions migratoires complexes et émergentes".

## Éditions

### Rapport du 2024
Le rapport état de la migration dans le monde 2024, le douzième de la série, maintient la même structure que les éditions précédentes et a été produit "pour contribuer à une meilleure compréhension de la migration et de la mobilité à travers le monde".
La première partie du rapport se compose de trois chapitres, qui présentent de données et des informations clés sur la migration aux niveaux mondial et régional, tandis que la deuxième partie inclut des chapitres thématiques sur des questions migratoires contemporaines :
- Accroissement des inégalités en matière de migration : Que montrent réellement les données mondiales ?
- Migration et sécurité humaine : Démystifier les mythes et examiner les nouvelles réalités et réponses
- Genre et migration : Tendances, lacunes et actions urgentes
- Changement climatique, insécurité alimentaire et mobilité humaine : Interconnexions, preuves et action
- Vers une gouvernance mondiale de la migration ? De la Commission mondiale sur les migrations internationales de 2005 au Forum d'examen des migrations internationales de 2022 et au-delà
- Un rebond post-pandémique ? Migration et mobilité à l'échelle mondiale après la COVID-19

### Rapport du 2022
Le rapport état de la migration dans le monde 2022, le onzième de la série, conserve la même structure que ses prédécesseurs et a pour but ''d'exposer en termes clairs et précis les changements survenant dans la migration et la mobilité à l'échelle mondiale".
La première partie du rapport se compose de quatre chapitres qui fournissent des données statistiques à jour sur la migration à échelle globale et régionale, tandis que la deuxième partie examine des questions thématiques relatives à la migration qui changent pour chaque édition du rapport :
- Impact du COVID-19 sur la migration et la mobilité
- Paix, sécurité et migration
- Migration comme tremplin d’opportunités
- Désinformation sur la migration
- Migration et les effets du changement climatique à évolution lente
- Traite d’êtres humains dans les voies migratoires
- Intelligence artificielle, migration et mobilité
- Contributions des migrants aux sociétés

### Rapport du 2020
Le rapport état de la migration dans le monde 2020, dixième édition de la série, a également l'objectif de contribuer à une meilleure compréhension de la migration dans le monde. Les premiers quatre chapitres, les mêmes de l'édition de 2018, fournissent des statistiques sur la migration à jour à une échelle globale et régionale, tandis que la deuxième partie considère des différents questions migratoires :
- Contributions des migrants aux sociétés
- Migration, inclusion et cohésion
- Migration et santé
- Enfant et migration dangereuse
- Mobilité humaine et adaptation aux modifications de l’environnement
- Migrants en crise
- Développements récents dans la gouvernance mondiale des migrations

### Rapport du 2018
Contrairement aux sept rapports précédents qui étaient centrés sur un thème spécifique, le Rapport 2018 vise à fournir "à la fois une vue d'ensemble qui aide à expliquer les modelés et les processus migratoires, ainsi que des perspectives et des recommandations sur les principales questions auxquelles les décideurs politiques sont ou seront bientôt confrontés".
La première partie du rapport se compose de quatre chapitres produits par l'OIM. Elle est basée principalement sur des analyses réalisées par des experts de l'OIM, des praticiens e des responsables du monde entier, et compile une multitude de données, d'informations et d'analyses visant à améliorer la compréhension de la migration aux niveaux mondial et régional. Au contraire, la deuxième partie est rédigée par des chercheurs académiques qui travaillent sur la migration et la mobilité, et présente des analyses équilibrées et basées sur des données des questions de migrations complexes et émergentes. Plus spécifiquement, la deuxième section comprend les chapitres suivants :
- Cadres de gouvernance de la migration mondiale: Architecture existante et développements récents
- Mobilité, migration, et connectivité transnationale
- Comprendre les parcours migratoires du point de vue des migrants
- Couverture médiatique des migrants et de la migration
- Migration, extrémisme violent et exclusion sociale
- Migrants et villes: au-delà du rapport état de la migration dans le monde 2015

### Éditions thématiques
Les sept éditions du Rapport publiées entre 2003 et 2015 sont organisées autour un thème central :
- Rapport du 2015 : Migrants et villes, nouveaux partenariats pour gérer la mobilité[7]
- Rapport du 2013 : Dialogue de haut niveau sur les migrations internationales et le développement[8]
- Rapport du 2011 : Communication efficace sur la migration[9]
- Rapport du 2010 : L'avenir de la migration : renforcer les capacités de changement[10]
- Rapport du 2008 : gérer la mobilité de main d'œuvre dans une économie mondiale en évolution[11]
- Rapport du 2005 : Couts et bénéfices de la migration internationale[12]
- Rapport du 2003 : Défis et réponses pour les personnes en mouvement[13]

### Rapport du 2000
Comme les éditions les plus récentes du rapport état de la migration dans le monde, l'édition du 2000 est divisée en deux parties.
La première examine l'ampleur de la migration et les caractéristiques des migrants internationaux, y compris: les types de mouvements en cours, les facteurs qui contribuent aux migrations et les questions politiques associées à ces tendances. Dans neuf chapitres séparés, la deuxième partie passe en revue les tendances migratoires et les développements politiques récents dans les principales régions de migrations du monde. En parallèle à cette discussion, le chapitre fournit une analyse de l'intégration des migrants, des conséquences de la migration irrégulière et du niveau de coopération interrégionale entre les états.

## Utilisation du rapport

### Rapport État de la migration dans le monde 2024
Le rapport état de la migration dans le monde 2024 a été mentionné dans plusieurs médias, dont CNN, The Guardian, Euronews, Inter Press Service, El Universal, The Times of India, entre autres,,,,,.
Comme pour les éditions précédentes, le rapport a été cité par plusieurs journaux, y compris le International Journal of Environmental Research and Public Health, le Journal of Ethnic and Migration Studies et le Environmental Science & Policy,,.

### Rapport État de la migration dans le monde 2022
Le rapport état de la migration dans le monde 2022 a été mentionné dans plusieurs médias dans le monde, comme The EastAfrican, France 24, La Nación, Associated Press, The Independent, entre autres,,,,.
Le rapport a été cité par des journaux prestigieux, y compris le Journal of Asian and African Studies, the International Journal of Disaster Risk Reduction, le Comparative Migration Studies Journal et par Cambridge University Press, entre autres,,,.
Cette édition a aussi été utilisée dans des publications issues d'organisations internationales, comme la Banque mondiale, l'Organisation mondiale de la Santé, le Forum économique mondial, et par des think tanks comme le Migration Policy Institute, le Center for American Progress, et le Mixed Migration Centre, entre autres,,.

### Rapport État de la migration dans le monde 2020
Des médias tels que CNN Español, le Forum économique mondial et Reuters ont publié des articles utilisant le rapport État de la migration dans le monde 2020 comme ressource pour discuter des tendances migratoires contemporaines,,.
Le milieu académique a également utilisé le rapport de 2020 dans des articles publiés par Oxford University Press, le IZA Institute of Labor Economics, le Journal of Ethnic and Migration Studies, et le International Migration Review, pour ne citer que quelques exemples,,,.
Plusieurs organisations internationales ont cité le rapport, y compris la Commission économique des Nations Unies pour l'Amérique latine et les Caraïbes, le Programme des Nations Unies pour le développement, et l'Union africaine, parmi d'autres,,.

### Rapport État de la migration dans le monde 2018
Le rapport État de la migration dans le monde 2018 a été référencé dans un large nombre de publications de recherche. Le rapport a été mentionné à cinq reprises dans des articles publiés par le journal académique The Lancet,,, ainsi que dans des ouvrages parus chez Cambridge University Press et Oxford University Press. Il a aussi été cité comme source dans des rapports produits par le Gouvernement finlandais et Save the Children, le manuel SAGE sur la migration internationale, le rapport mondial des Nations unies sur le bonheur 2018, et une encyclopédie de recherche d’Oxford sur les migrants et réfugiés en Afrique.
Dans leur guide « Immigration Data Matters » (les statistiques en matière d’immigration sont importantes), le Migration Policy Institute recommande le rapport comme une source des « estimations actuelles et historiques des migrants internationaux par destination et/ou origine ».
Le rapport de 2018 a été utilisé comme une ressource pour la vérification de faits contre des revendications xénophobes faites sur les médias sociaux.

## Rapport état de la migration dans le monde 2024
Le rapport état de la migration dans le monde 2024 est le premier rapport de l'OIM disponible en version HTML, et la douzième édition de la série phare des publications sur la migration. Il explore les développements récents dans la migration et la mobilité à l'échelle globale, et a été lancé par la Directrice générale de l'OIM, Amy E. Pope, le 7 mai 2024 à Dhaka, au Bangladesh.

### Chapitres du rapport
Le rapport état de la migration dans le monde 2024 comprend 9 chapitres, dont le premier présente un aperçu du rapport et discute comment la migration continue à faire partie de la solution pour nombreuses économies, sociétés et familles dans le monde. Les autres 8 chapitres visent à informer les délibérations et les discussions politiques actuelles et futures en fournissant des données clés, une identification claire des questions principales, une vue d'ensemble critique de la recherche et de l'analyse, ainsi qu'une discussion sur les implications pour la recherche et les décisions politiques futures.
Le chapitre 2 se base sur des sources de données mondiales pour fournir un aperçu des chiffres et des tendances clés concernant les stocks et les flux de migrants internationaux, ainsi que les rapatriements de fonds internationaux. Après un examen initial des stocks et des flux globaux des migrants, le chapitre examine ces tendances pour certains groupes de migrants, y compris travailleurs migrants, les étudiants internationaux, les réfugiés, les demandeurs d’asile et personnes déplacées à l’intérieur de leur propre pays.
Le chapitre 3 s'intéresse aux principales dimensions régionales et développements de la migration dans six grandes régions du monde : l’Afrique, l’Asie, l’Europe, l’Amérique latine et les Caraïbes, l’Amérique du Nord et l’Océanie. Un aperçu et une brève discussion des statistiques clés liées à la population, ainsi qu'une description des principales caractéristiques et développements de la migration sont fournis pour chacune de ces régions.
Le chapitre 4 est apparu pour la première fois dans le rapport é de la migration dans le monde 2022. Il examine les questions de 'qui migre au niveau international'' et où'. Il analyse différentes données statistiques et se base sur des travaux de recherche déjà existants sur les déterminants de la migration et le processus de décision. Il montre une ''inégalité en termes de mobilité'' croissante, la plupart de la migration internationale se produisant aujourd’hui entre pays riches, à l’exclusion croissante des pays plus pauvres.
Á une époque où la désinformation et les fausses informations sur la migration et les migrants sont à la fois croissantes et de plus en plus efficaces, le chapitre 5 analyse l'interaction entre la migration, la mobilité et la sécurité inhumaine dans les contextes contemporains. Il se base sur des conceptualisations du sujet qui ont évolué au cours de ces dernières décennies.
Le chapitre 6 donne un aperçu des interactions entre la migration et le genre dans diverses régions du monde. Il couvre la migration familiale, la migration pour mariage et le déplacement, avec un accent particulier sur la migration de travail, l'un des principaux types de migration et l’un des plus genrés. Il explore comment le genre influence les expériences migratoires, y compris de déplacement, tout au long du cycle migratoire.
Le chapitre 7 explore les interactions entre le changement climatique, l'insécurité alimentaire et la mobilité humaine, en soulignant la complexité de leurs relations dans le cadre de divers scenarios à travers le globe. L'analyse est nuancée et va au-delà d'une vue simpliste de la mobilité humaine comme une conséquence naturelle.
Le chapitre 8 examine les implications de la gouvernance mondiale de la migration en tant que régime multipartite sous la direction des Nations Unies, se basant sur des chapitres des deux rapports précédents. Il retrace l'évolution de la coopération internationale sur la migration de la Commission mondiale sur les migrations internationales de 2005 au Forum d'examen des migrations internationales de 2022.
Le neuvième et dernier chapitre du rapport examine les effets transformatifs de la pandémie COVID-19 sur la migration et la mobilité dans le monde, en fournissant une mise à jour du chapitre sur la COVID-19 dans le rapport état de la migration dans le monde 2022. II aborde les questions suivantes: ''comment les restrictions de voyage et de mouvement ont-elles changé depuis le dernier rapport ? Comment les schémas de migration et de mobilité ont-ils évolué au cours de la même période ? Et quelles sont les implications à long-terme les plus importantes de ces tendances ?”

### Réception critique
Dès sa publication, le rapport état de la migration dans le monde 2024 a été accueilli avec un éloge général.
Le rapport a été bien reçu par les journaux, les académiques et les think thanks. Andrew Selee, président du Migration Policy Institute a déclaré que [le rapport état de la migration dans le monde 2024] est le type de livre fondamental de données, d'informations de base [et] de compréhension sur la migration que tout le monde devrait avoir... [il est] la meilleure ressource sur les données et les tendances migratoires disponible.
Le Migration Policy Centre a reconnu sa pertinence en le qualifiant de "mine d'informations et d'analyses en or”.

### Collaboration
Le rapport est une entreprise hautement collaborative, s'appuyant sur l'expertise du personnel de l'OIM spécialisé dans l’exécution de programmes, le développement des politiques, la recherche et l'analyse sur la migration, ainsi que des chercheurs en migration de premier plan venant du monde entier. Le rapport a été évalué par des pairs regroupant des experts de l'OIM et des universitaires seniors en migration, y compris :
- Maruja AB Asis, Scalabrini Migration Center
- Michael Clemens, George Mason University
- Jonathan Crush, Wilfrid Laurier University
- Elizabeth Ferris, Georgetown Ferris
- Luisa Feline Freier, Universidad del Pacífico
- Jenna Hennebry, Wilfrid Laurier University
- Ahmet İçduygu, Koç University
- Binod Khadria, Global Research Forum on Diaspora and Transnationalism
- Rainer Muenz, Central European University
- Marta Pachocka, Warsaw School of Economics
- Nicola Piper, Queen Mary University of London
- Joseph Teye, University of Ghana
- Brenda Yeoh, Asia Research Institute